# Troy McClure
Vous lisez un « bon article » labellisé en 2009.
Troy McClure est un personnage de la série d'animation américaine Les Simpson. Il était doublé par Phil Hartman dans la version originale, Patrick Guillemin puis Pierre Laurent (qui ne l'a doublé que dans Lézards populaires) dans la version française et Benoît Rousseau en québécois. Il est apparu pour la première fois dans l'épisode de la deuxième saison Tu ne déroberas point. McClure est un acteur dépassé, souvent vu dans des programmes bas de gamme, comme des documentaires éducatifs. Il est le personnage central de l'épisode Un poisson nommé Selma, dans lequel il se marie avec Selma Bouvier pour relancer sa carrière et faire taire les rumeurs sur sa vie personnelle. Troy McClure a aussi « présenté » les épisodes 138e épisode, du jamais vu ! et Les Vrais-Faux Simpson.
McClure est partiellement basé sur les acteurs de séries B américains Troy Donahue et Doug McClure, ainsi que sur Phil Hartman lui-même. Après l'assassinat de Hartman en 1998, le personnage est retiré, faisant sa dernière apparition dans Lézards populaires. McClure est souvent cité comme l'un des personnages de séries télévisées les plus populaires ; en 2006, IGN l'a classé premier sur son « top 25 des personnages secondaires des Simpson ».

## Rôle dansLes Simpson
Troy McClure est le stéréotype de l'acteur hollywoodien ringard. Il était une célébrité dans le début des années 1970, mais sa carrière alla en descendant en raison des rumeurs qui l'accusaient d'avoir des penchants sexuels pour les poissons. Dans la plupart de ses apparitions dans la série, il présente de courts clips vidéo que les autres personnages regardent à la télévision ou sur une place publique. Il présente souvent des documentaires éducatifs, ou des publicités télévisées. Au début de chacune de ses apparitions, McClure prononce la phrase : « Bonjour, je suis Troy McClure, vous m'avez sûrement déjà vu dans des films tels que… » ou encore « Bonjour, je suis Troy McClure, vous vous souvenez sans doute de moi… » en citant des films fictifs (généralement 2 ou 3) où il est supposé être apparu en sachant que les titres des films cités ont le plus souvent un lien avec le contexte en cours.
Il a joué son rôle le plus important dans l'épisode de la saison sept Un poisson nommé Selma. Dans l'épisode, McClure s'engage dans une relation avec Selma Bouvier, la sœur de Marge, qu'il a rencontré lorsqu'elle lui a fait passer un test de vue au département des véhicules à moteur. Cette relation a relancé sa carrière, lui apportant le premier rôle dans Arrêtez la planète des singes. Je veux m’en aller, la version comédie musicale du film La Planète des singes. Pour relancer davantage sa carrière, McClure demande Selma en mariage. Ne connaissant pas les réelles motivations de McClure, Selma accepte et emménage avec lui, dans un bâtiment moderne ressemblant à la Chemosphere. Mais saoul, McClure avoue à Homer la véritable raison de son mariage. Homer ne dit rien au mariage, mais dit plus tard ce qu'il a entendu à Marge, qui en informe sa sœur. Selma décide de quand même rester avec McClure, mais elle devient troublée quand un agent de McClure conseille au couple d'avoir un enfant, car « tous les grands rôles sont donnés à des types qui ont une famille à charge ». Avoir un enfant ferait obtenir à McClure le rôle de covedette dans McBain IV: Fatal Discharge, mais Selma refuse d'avoir un enfant dans une relation sans amour, et décide de quitter McClure. En conséquence, McClure a « refusé le second rôle de McBain IV pour réaliser son propre film dont il sera la vedette : Le binoménal fidule du professeur Horratio Hufnagel ».
En plus de ses apparitions dans l'intrigue de la série, Troy McClure est également apparu en tant que présentateur dans les épisodes spéciaux 138e épisode, du jamais vu ! et Les Vrais-Faux Simpson. Le premier revient sur l'histoire de la série, répond à des questions posées par des fans et montre des images inédites. Le second est un épisode présentant trois spin-offs possibles des Simpson.

## Personnage

### Création

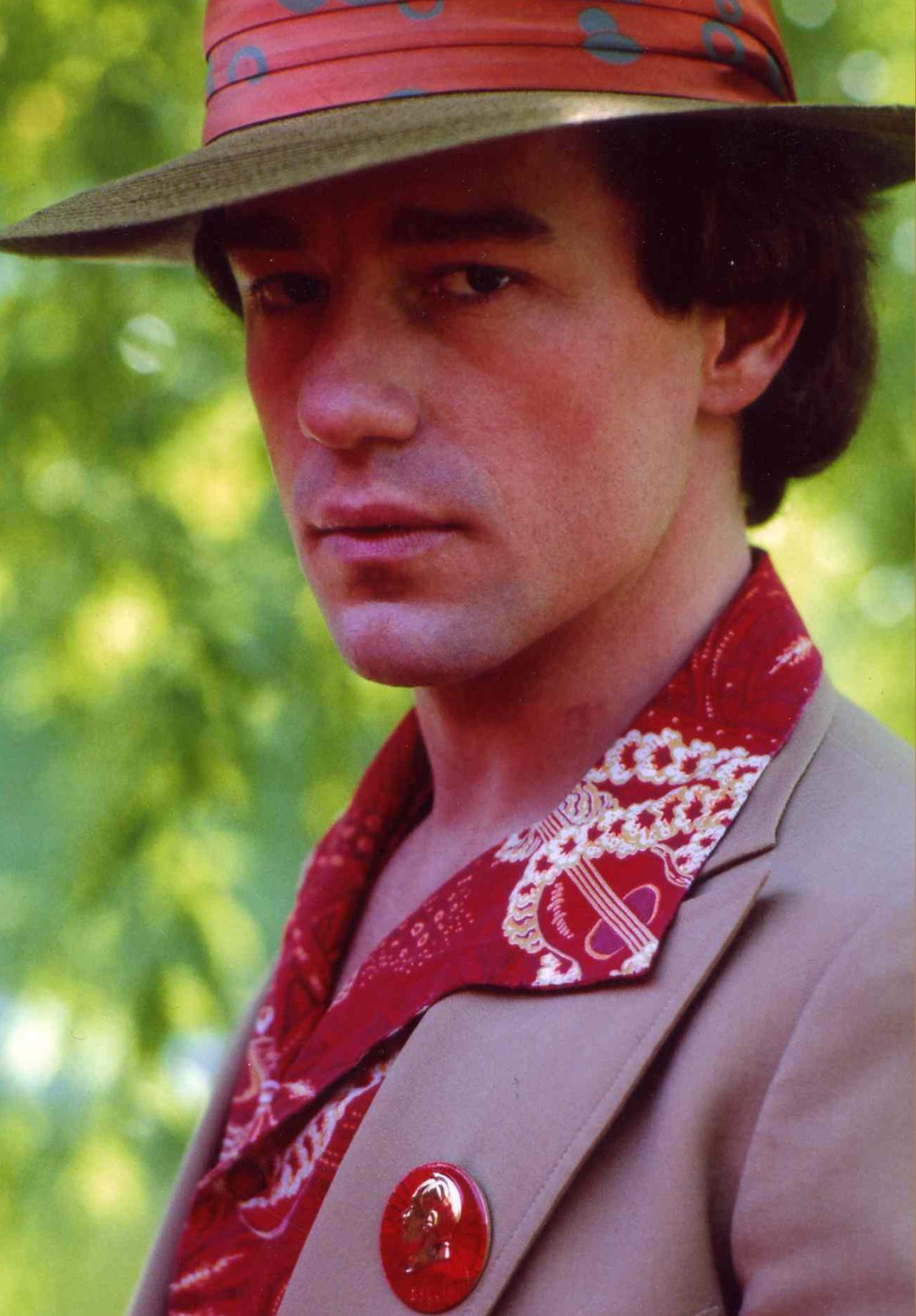
Phil Hartman, doubleur américain de Troy McClure.

Troy McClure est basé sur l'acteur hollywoodien typiquement « fini ». Les acteurs de séries B américains Troy Donahue et Doug McClure ont inspiré le personnage pour son nom et pour certains de ses aspects,. Le scénariste Mike Reiss a, plus tard, rencontré la fille de Doug McClure qui lui a révélé que son père avait trouvé l'hommage amusant ; ses enfants l'appelaient même « Troy McClure » quand il avait le dos tourné. D'après le créateur de la série Matt Groening, Phil Hartman avait été choisi pour le doublage du personnage car il était capable de donner le « maximum d'humour ». L'apparence visuelle de McClure est similaire à celle de Hartman lui-même. La ligne supplémentaire présente sous les yeux de Troy McClure est là pour suggérer que le personnage a eu recours à un lifting.

### Développement
Le personnage de McClure est développé le plus en profondeur dans Un poisson nommé Selma, qui offre une description plus complète de sa vie privée et de la trame de fond. Les show runners Bill Oakley et Josh Weinstein étaient des admirateurs de Phil Hartman et souhaitaient faire un épisode entièrement consacré à McClure, afin de donner à Hartman le plus à faire possible. De là est venue l'idée du mariage de McClure avec Selma Bouvier, étant donné que celle-ci s'était déjà mariée à de nombreuses reprises. L'animateur Mark Kirkland a été particulièrement heureux que McClure soit le personnage principal de l'épisode. Il appréciait l'interprétation en voix-off de Hartman, et l'épisode lui a permis à lui et aux autres animateurs d'« animer visuellement [McClure] comme un vrai personnage ». Dans l'ensemble de l'épisode Un poisson nommé Selma, il est insinué que McClure a un comportement sexuel étrange. Les scénaristes ne savaient d'abord pas ce que pourrait être sa préférence sexuelle « louche », mais ont finalement décidé qu'il aurait des penchants pour les poissons, l'idée venant du producteur délégué James L. Brooks. Josh Weinstein a décrit l'idée du fétichisme sexuel pour les poissons comme « perverse et étrange ».

### Retrait
Phil Hartman a été assassiné par sa femme Brynn le 28 mai 1998. Plutôt que de remplacer Hartman par un nouveau doubleur, l'équipe de production a retiré le personnage de McClure, ainsi que l'autre personnage interprété par Hartman, Lionel Hutz. McClure est apparu pour la dernière fois dans l'épisode de la saison dix Lézards populaires, qui est consacré à Hartman. Avant sa mort, Hartman avait souvent exprimé son intérêt à jouer dans un film en live-action autour du personnage de McClure ; plusieurs personnes de l'équipe de la série l'avaient soutenu. Il avait dit qu'il était « impatient à propos de ce film ». Matt Groening a plus tard dit dans le magazine Empire que l'idée n'avait jamais « recueilli plus que de l'enthousiasme » mais qu'elle « aurait pu être vraiment amusante ».

## Réception et influence culturelle
Même après son retrait de la série, Troy McClure est resté un personnage secondaire populaire. IGN l'a classé premier dans son classement de 2006 des « 25 personnages secondaires des Simpson », le désignant comme « un personnage divertissant et merveilleusement bizarre, qui met en valeur le meilleur de ce que peuvent être les personnages secondaires des Simpson »,. Dans un article de 2007 sur les guest stars dans les Simpson, Adam Finley de TV Squad a écrit que McClure était « à l'origine de quelques-uns des moments les plus drôles de l'histoire des Simpson ». Hartman s'est classé premier sur la liste d'AOL de leurs 25 guest stars des Simpson favorites. Chris Turner (en) a fait valoir dans son livre Planet Simpson que McClure et Lionel Hutz « ensemble… représentent la contribution la plus significative à la série en dehors des acteurs permanents », ajoutant que « l'Âge d'Or de la série est difficile à imaginer sans eux ». Il continue en disant que « Le modèle du flagorneur d'Hollywood… a été mis à mort, mais la version de Hartman a donné un nouveau souffle à celui-ci avec chacune de ces apparitions. McClure est devenu l'apothéose du stéréotype […] avec son introduction typique… qui est devenue un raccourci pour décrire toute figure médiatique qui exagère grossièrement ».
L'épisode où McClure tient son rôle le plus important, Un poisson nommé Selma, est souvent considéré comme l'un des meilleurs épisodes de l'histoire de la série, et est le favori de plusieurs membres de l'équipe de la série. Entertainment Weekly a placé l'épisode huitième sur leur top 25 des meilleurs épisodes des Simpson et IGN l'a désigné comme le meilleur de la septième saison. IGN a même considéré la version musicale de La Planète des Singes de McClure comme le meilleur moment de l'épisode, et « peut-être même de la série entière ».
Troy McClure était l'un des rôles les plus célèbres de Phil Hartman. Il a parfois utilisé la voix de McClure pour divertir les autres entre deux prises, alors qu'il enregistrait des épisodes de Infos FM. Il a fait remarquer que « mes fans préférés sont les fans de Troy McClure ». Quand Hartman a été assassiné en 1998, de nombreuses nécrologies ont parlé de son travail de doubleur de McClure comme l'un des faits les plus remarquables de sa carrière,,,. La BBC a déclaré que « la voix [d'Hartman] était connue de millions de personnes » à cause de McClure et de Lionel Hutz.
McClure a été fait en figurine pour la série de figurines World of Springfield, qui est sortie avec la Celebrity Series 1. Il fait aussi une brève apparition dans le jeu vidéo Virtual Springfield, présentant la ville de Springfield au joueur.